# O Menino Arco-Íris
O Menino Arco-Íris é um filme brasileiro, um drama lançado em 21 de janeiro de 1980 e dirigido por Ricardo Bandeira.

## Sinopse
O filme conta a história do menino Jesus que tenta avisar o menino Barrabás sobre a crucificação de ladrões. Jesus é representado por seis meninos de raças diferentes.

## Elenco
- Antonio Fagundes
- Ary Toledo
- Consuelo Leandro
- Dercy Gonçalves
- Dionísio Azevedo
- Eva Wilma
- Lima Duarte
- Paulo Autran
- Sadi Cabral
- Léa Camargo
- Sebastião Campos
- Wilza Carla
- Renato Consorte
- Moacyr Franco
- Flora Geny
- Newton Prado
- Isabel Ribeiro
- José Vasconcelos